# Bert Murray
Albert George Murray, más conocido como Bert Murray (Londres, Inglaterra, 22 de septiembre de 1942), es un exfutbolista inglés que se desempeñó como delantero en clubes como el Chelsea FC y el Birmingham City.

## Selección nacional
Fue internacional con la Selección de Inglaterra Sub-23 en 6 ocasiones y marcó un gol. Debutó el 25 de noviembre de 1964, en un encuentro amistoso ante la selección de Rumania Sub-23 que finalizó con marcador de 5-0 a favor de los ingleses.

## Clubes
| Club                   | País       | Año         |
| ---------------------- | ---------- | ----------- |
| Chelsea FC             | Inglaterra | 1961 - 1966 |
| Birmingham City        | Inglaterra | 1966 - 1971 |
| Brighton & Hove Albion | Inglaterra | 1971 - 1973 |
| Peterborough United    | Inglaterra | 1973 - 1976 |

## Palmarés

### Campeonatos nacionales
| Título              | Club       | País       | Año     |
| ------------------- | ---------- | ---------- | ------- |
| Football League Cup | Chelsea FC | Inglaterra | 1964-65 |